# Constantin I al Armeniei
Constantin I al Armeniei Ciliciene (n. cca. 1035 - 1040 - d. 23 februarie 1103) a fost al doilea rege al Regatului Armean de Cilicia (1095 - 1103). În timpul domniei sale, el a controlat o mare parte a regiunii din jurul Munților Taurus și a depus un mare efort pentru cultivarea terenurilor și reconstruirea orașelor aflate în subordinea sa. A oferit cruciaților suficiente provizii în timpul primei Cruciade, de exemplu în perioada dificilă a asediului Antiohia, din iarna anului 1097. A fost un susținător al separǎrii de Biserica Armeană.

## Biografie
A fost fiul lui Ruben I, primul domnitor al Armeniei Cilicene. Tatǎl sǎu a anunțat independența statului fațǎ de Imperiul Bizantin prin anul 1080. Potrivit cronicilor lui Matei de Edessa, Costantin, a fost identificat ca fiind un alt prinț al regelui Gagik II-lea, sau un comandant din familia regalǎ aflatǎ în exil.
După moartea tatălui său, Costantin și-a extins autoritatea la est de munții Anti-Taurus. Ca domnitor al Armeniei Creștine în Levant, Costantin a ajutat forțele cruciate, în special la asediul Antiohiei, până când orașul nu a ajuns în mâinile cruciați. Cruciații au apreciat asistența regelui armean: Constantin fiind distins cu titlurile de conte și baron.
În Cronografia lui Samuel de Ani este scris că regele Constantin I al Armeniei ar fi murit imediat după ce un fulger ar fi lovit o masă în cetatea Vahka. Constantin I a fost înhumat în Castalon.